# Тамба-Сасаяма
Тамба-Сасаяма (яп. 丹波篠山市 Тамба-Сасаяма-си) — город в Японии, находящийся в префектуре Хиого. Площадь города составляет 377,61 км², население — 41 767 человек (1 августа 2014), плотность населения — 110,61 чел./км².

## Географическое положение
Город расположен на острове Хонсю в префектуре Хиого региона Кинки. С ним граничат города Нисиваки, Санда, Тамба, Като, Нантан, Фукутияма и посёлки Инагава, Носе, Кётамба.

## Население
Население города составляет 41 767 человек (1 августа 2014), а плотность — 110,61 чел./км². Изменение численности населения с 1980 по 2005 годы:
| 1980 | 41 685 чел. |  |
| 1985 | 41 144 чел. |  |
| 1990 | 41 802 чел. |  |
| 1995 | 44 752 чел. |  |
| 2000 | 46 325 чел. |  |
| 2005 | 45 245 чел. |  |

## Символика
Деревом города считается сакура, цветком — Lilium japonicum.